# Abar (reina)
Abar, Abiru o Ibaru (J b3 rw) va ser una reina nubia del Regne de Cuix i de la dinastia XXV d'Egipte. És coneguda per una sèrie d'esteles trobades al Sudan i Egipte. Les seves aparicions la marquen com la neboda del rei Alara de Núbia, casada amb el rei Piankhi i mare del rei Taharqa.

## Biografia
Coneixem a Abar, una reina nubia del Regne de Cuix, gràcies a una estela (Estela V) trobada a Kawa (Sudan) que registra que el seu pare la va fer intèrpret de sistre al temple. També apareix en una escena similar a Gebel Barkal, on apareix darrere del seu fill Taharqa, i en una estela de Tanis, a Egipte. Una altra aparició d'Abar és al temple d'Amon a Sanam, Sudan.
|                |    |     |     |
| \| \| \| \| \| |    |     |     |
|                |    |     |     |
| i              | A2 | G29 | E23 |

| i | A2 | G29 | E23 |

|                |    |     |     |
| \| \| \| \| \| |    |     |     |
|                |    |     |     |
| i              | A2 | G29 | E23 |

| i | A2 | G29 | E23 |

|                |    |     |     |
| \| \| \| \| \| |    |     |     |
|                |    |     |     |
| i              | A2 | G29 | E23 |

| i | A2 | G29 | E23 |

|                |    |     |     |
| \| \| \| \| \| |    |     |     |
|                |    |     |     |
| i              | A2 | G29 | E23 |

| i | A2 | G29 | E23 |

Els registres d'Abar representen el registre més antic del poder de reines al Regne de Cuix.
Abar era la mare del rei Taharqa i estava casada amb el rei Piankhi, primer faraó de la Dinastia XXV d'Egipte. Era neboda del rei Alara de Núbia (la filla de la seva germana). Va estar separada del seu fill, Taharqa, durant un llarg període i quan es van retrobar altre cop hi va haver molta alegria perquè ja s'havia convertit en faraó. Aquesta podria ser una referència simbòlica a la separació del déu egipci Isis i el seu fill Horus, que es van reunir en circumstàncies similars. Una teoria alternativa és que la separació de mare i fill era una tradició a la cultura Cuixita.
Reisner va proposar que podria haver estat enterrada a Nuri, a la tomba 35. Tanmateix, Aidan Mark Dodson, Dyan Hilton i Wolfram Grajetzki s'inclinen més cap a la piràmide KU53 d'Al-Kurru.

## Títols
Va tenir diversos títols:
- Mare del Rei (mwt niswt)
- Germana del Rei (snt niswt)
- Mestressa de les terres estrangeres (nbt kh3swt)
- Senyora de l'Alt i Baix Egipte (hnwt Sma'w mhw)
- Gran Senyora de les Dues Terres (wrt nbt t3wy)
- Noble Dama (iryt p't)
- Gran de lloances (wrt hzwt)
- Dolça d'amor (bnrt mrwt)